# North Lindsey Township
North Lindsey Township est un township du comté de Benton dans le Missouri, aux États-Unis. Il est baptisé en référence à John W. Lindsay, un juge du comté.

## Source de la traduction
- (en) Cet article est partiellement ou en totalité issu de l’article de Wikipédia en anglais intitulé « North Lindsey Township, Benton County, Missouri » (voir la liste des auteurs).